# IC 1541
IC 1541 est une galaxie spirale située dans la constellation d'Andromède. Sa vitesse par rapport au fond diffus cosmologique est de (5649 ± 35) km/s, ce qui correspond à une distance de Hubble de 83,3 ± 5,9 Mpc (∼272 millions d'al), à environ 270 millions années-lumière de la Voie lactée. IC 1541 a été découverte par l'astronome français Stéphane Javelle en 1898.

## Groupe de NGC 80
IC 1541 fait partie du groupe de NGC 80. Ce groupe comprend les galaxies NGC 80, NGC 81, NGC 85, NGC 86, NGC 93, IC 1548, MCG 01-02-10 (PGC 1384, CGCG 479-014B (PGC 1662109) et UCM 18+2216 (PGC 1671888). Une autre étude inclut la galaxie NGC 79 dans ce groupe. De plus, la base de données NASA/IPAC indique que NGC 90 et NGC 93 forment une paire de galaxies en interaction gravitationnelle. Ces deux galaxies sont près l'une de l'autre sur la sphère céleste et leur distance semblable à la Voie lactée sont semblables. Il semble donc, même si NGC 90 n'est pas mentionné dans les deux études mentionnées précédemment, qu'on doive l'inclure dans le groupe de NGC 80.

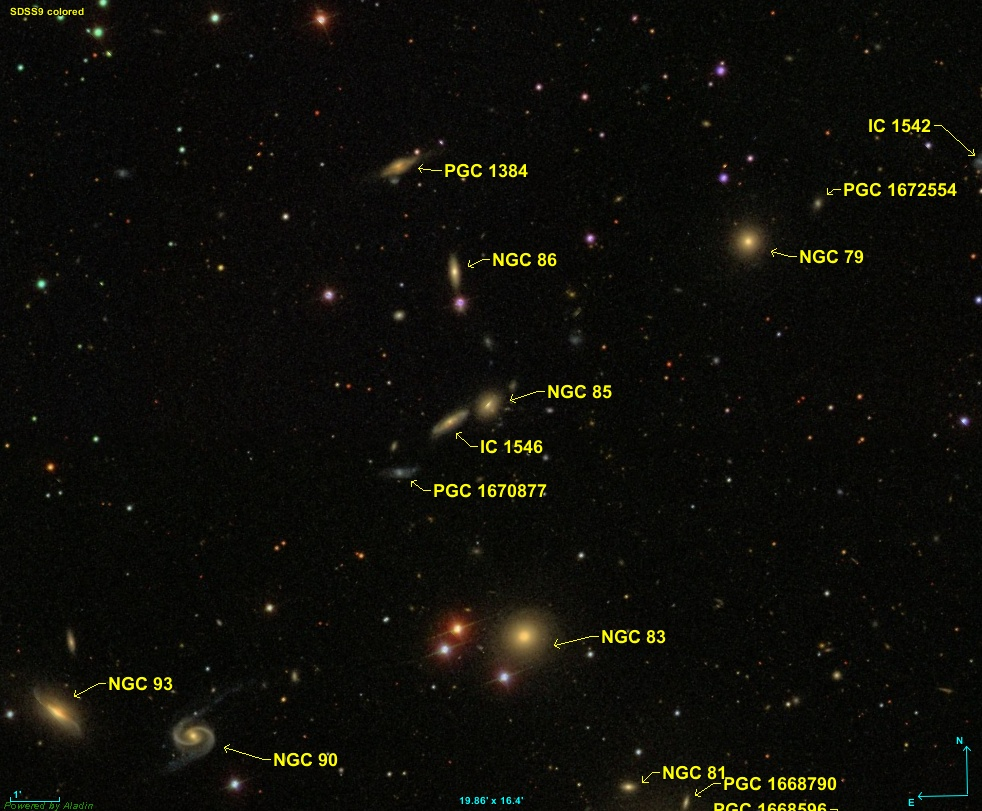
IC 1546 ferait aussi partie du groupe de NGC 80.

La galaxie à gauche de NGC 85 est IC 1546, aussi appelé PGC 1382. À cause de sa proximité avec NGC 85, on l'appelle aussi NGC 85B. Selon la version allemande de Wikipédia, la galaxie IC 1546 (aussi appelée NGC 85B sur le site de Wolfgang Steinicke) fait aussi partie du groupe de NGC 80. Elle est dans la même région du ciel que les autres galaxies mentionnées plus haut et à peu près à la même distance de la Voie lactée. Il faudrait donc aussi l'inclure dans ce groupe.